# موج‌سوار (فیلم ۲۰۲۴)
موج‌سوار (به انگلیسی: The Surfer) یک فیلم دلهره‌آور روان‌شناختی استرالیایی-ایرلندی محصول ۲۰۲۴ به نویسندگی توماس مارتین به کارگردانی لورکان فینیگان با بازی نیکلاس کیج است.
این فیلم برای اولین بار در جشنواره فیلم کن ۲۰۲۴ در ۱۷ مه ۲۰۲۴ نمایش داده شد.
فیلم «موج‌سوار» ساختهٔ لورکان فینیگان، یک فیلم ترس‌آلود کم‌هزینه است.
نیکلاس کیج در این فیلم با بازی پرشور و بی‌پروا، از درماندگی به خشم و در نهایت به انفجار احساسی می‌رسد، نمایشی که منتقد آن را ترکیبی از نمایش‌های قبلی کیج با شدت بیشتر توصیف می‌کند. او باید برای موج‌سواری رنج بکشد و فیلم این رنج را به شکلی طنزآمیز و خشن به تصویر می‌کشد.
فیلم با فیلمنامه‌ای از توماس مارتین و کارگردانی فینیگان، یک تریلر احساسی و خشن است که در بخش نمایش‌های نیمه‌شب جشنواره کن به نمایش درآمد. این اثر به عنوان یک فیلم قدیمی با رویکردی امروزی شناخته می‌شود.

## داستان
وقتی مردی به زادگاهش در استرالیا برمی‌گردد، در مقابل پسر نوجوانش توسط یک گروه موج‌سوار محلی که ادعای مالکیت شدید بر ساحل منزوی دوران کودکی او دارند، تحقیر می‌شود و …
در این فیلم نیکلاس کیج نقش مردی میانسال را بازی می‌کند که می‌خواهد در ساحل زیبای «لونار بی» استرالیا موج‌سواری کند. این ساحل تحت سلطهٔ گروهی از قلدرهای محلی به رهبری اسکالی (جولیان مک‌ماهون) قرار دارد، که با شعار «اینجا زندگی نمی‌کنی، اینجا موج‌سواری هم نمی‌کنی» از ورود غریبه‌ها جلوگیری می‌کنند.
شخصیت اصلی داستان، یک کارمند اداری درمانده است که تلاش می‌کند به ساحل دسترسی پیدا کند، اما با تحقیر و آزار محلی‌ها مواجه می‌شود. او که در ابتدا به دنبال آرامش است، به تدریج به شخصیتی مضطرب و ناامید تبدیل می‌شود که در پارکینگ نزدیک ساحل زندگی می‌کند و برای بقا دست به هر کاری می‌زند.

## مشروح داستان
موج‌سوار (نیکلاس کیج) به زادگاهش بازمی‌گردد تا خانهٔ دوران کودکی خود را برای خانواده‌اش دوباره بخرد. او پسر نوجوانش، «بچه» (فین لیتل)، را به ساحل آرام و زیبای استرالیا می‌برد، جایی که بیشتر جوانی‌اش را در آن گذرانده است، به امید اینکه موج‌سواری کند. اما این ساحل توسط محلی‌های متعصب موج‌سواری به رهبری اسکالی (جولیان مک‌ماهون) محافظت می‌شود، کسی که خود را یک مرشد می‌داند و مصمم است ساحل را از غریبه‌ها و افراد غیرمقیم دور نگه دارد. موج‌سوار و پسرش توسط اسکالی و افرادش از ساحل رانده می‌شوند، که این موضوع باعث خجالت «بچه» می‌شود و او را به ترک آنجا ترغیب می‌کند. موج‌سوار، بچه را به خانه می‌برد و خود به ساحل بازمی‌گردد.
موج‌سوار که به شدت تلاش می‌کند تا قبل از کریسمس معاملهٔ خرید خانه را نهایی کند، تماس‌های متعددی برقرار می‌کند تا بودجهٔ لازم را تأمین کند، اما با مقاومت بانک و وام‌دهندهٔ مسکن مواجه می‌شود. در همین حین، او با یک ولگرد (نیکلاس کاسیم) آشنا می‌شود که در یک استیشن واگن خراب زندگی می‌کند. ولگرد به او می‌گوید که اسکالی پسرش را کشته و سگش را نیز به قتل رسانده است.
در حالی که موج‌سوار از ترک ساحل خودداری می‌کند، شب‌هنگام محلی‌ها تختهٔ موج‌سواری او را می‌دزدند و ماشینش را تخریب می‌کنند، که به درگیری فیزیکی منجر می‌شود. صبح روز بعد، پلیس می‌آید، اما مشخص می‌شود که پلیس نیز جزو افراد اسکالی است و به موج‌سوار توصیه می‌کند که ساحل را ترک کند، اما موج‌سوار به دلیل خرابی باتری خودروی لکسوس‌اش قادر به این کار نیست.
یک عکاس (میراندا تپسل) به او کمک می‌کند تا ماشینش را روشن کند و عکسی از او در کنار ماشینش می‌گیرد. پس از رفتن عکاس، گوشی موج‌سوار خاموش می‌شود و چون شارژر ندارد، قادر به خرید غذا از کافهٔ ساحلی نیست، زیرا تمام کارت‌های اعتباری او در گوشی ذخیره شده‌اند. برای اینکه بتواند یک فنجان قهوه بخرد و گوشی‌اش را شارژ کند، ساعت پدرش را به عنوان وثیقه به صندوقدار می‌دهد.
موج‌سوار که نه می‌تواند غذا بخورد و نه بنوشد اما همچنان از ترک ساحل امتناع می‌کند، به تدریج دچار جنون می‌شود. پس از یک مشاجره با مشاور املاک که ادعا می‌کند او را نمی‌شناسد، می‌فهمد که کافه تعطیل شده و نمی‌تواند گوشی یا ساعتش را پس بگیرد. همچنین، پلیس بازمی‌گردد و او را مجبور می‌کند ماشینش را جابه‌جا کند و به او می‌گوید که این ماشین یک لکسوس نیست، بلکه همان استیشن واگن خراب ولگرد است.
در نهایت، او شروع به زندگی در خودروی ولگرد می‌کند و گردنبند دندان کوسه‌ای را که ولگرد ادعا می‌کرد پسرش آن را در مسابقهٔ موج‌سواری برده، برمی‌دارد.
در آستانهٔ گرسنگی و جنون، عکاس بازمی‌گردد و عکسی که از او گرفته را نشانش می‌دهد، که ثابت می‌کند او در واقع همان موج‌سوار است و نه ولگرد. او که خشمگین و ناامید شده، به ساحل می‌رود و با «پیتبول» (الکساندر برتراند) درگیر می‌شود و نزدیک است غرق شود. اسکالی او را نجات داده و سپس آشکار می‌کند که این تجربهٔ تلخ، آزمونی برای اثبات شایستگی او برای خرید خانه بوده است. برای اطمینان از اعتماد به او، اسکالی او را مجبور می‌کند خودروی ولگرد را به آتش بکشد.
در نهایت، موج‌سوار، بچه، اسکالی و گروهش دوباره به ساحل بازمی‌گردند، اما ولگرد مسلح بازمی‌گردد. او به بیشتر اعضای گروه اجازه می‌دهد که بروند، اما اسکالی، موج‌سوار و بچه را نگه می‌دارد، زیرا معتقد است آن‌ها به همان محلی‌هایی تبدیل شده‌اند که ابتدا او را ترسانده بودند.
در پایان، موج‌سوار ولگرد را قانع می‌کند که به او و بچه اجازه دهد موج‌سواری کنند، و گردنبند دندان کوسه را به او بازمی‌گرداند. همان‌طور که موج‌سوار و بچه وارد آب می‌شوند، ولگرد، اسکالی را می‌کشد و سپس خودش را نیز از پای درمی‌آورد.

## تولید
انتخاب بازیگر نیکلاس کیج در این فیلم در ماه مه ۲۰۲۳ اعلام شد. سپس در اکتبر ۲۰۲۳ گزارش شد که کیج در حال فیلمبرداری صحنه‌هایی در یالینگاپ، وسترن استرالیا است. فیلمبرداری در نوامبر ۲۰۲۳ تمام شد.